# Miguel Serrano Olivares
Miguel Serrano Olivares (Guadalajara, España, 6 de noviembre de 1978) es un periodista español.

## Biografía
Licenciado en periodismo por la Universidad Complutense de Madrid y Máster en periodismo televisivo de la Universidad Rey Juan Carlos. Periodista deportivo, presentador y redactor de la cadena pública Televisión Española (TVE) hasta septiembre de 2010. Ha trabajado para los servicios informativos de TVE, siendo el enviado especial de los Telediarios (los informativos de mayor audiencia de la televisión en España) para cubrir los Grandes Premios del motociclismo.
Sus comienzos, al margen de la televisión pública, donde ha tenido su mayor reconocimiento, llegaron a través sus intervenciones en una pequeña emisora local de Villalba (Madrid), así como en artículos para un periódico de la misma localidad. Igualmente trabajó un tiempo en la cadena Localia TV, antes de entrar en TVE. 
Además del deporte, también ha estado presente en varios programas de entretenimiento de TVE; así, estuvo al frente del programa especial de Navidad del año 2008-2009 (copresentado junto a la cantante Lolita, Carlos Sobera o Ainhoa Arbizu) y en la presentación, junto a la cantante Alaska, de la elección del representante español para el Festival de Eurovisión 2009 (de febrero a marzo) desde Barcelona.
En septiembre de 2010 abandonó la televisión pública, fichado por Marca TV presentando entre otros Marca Motor o Tiramillas. Un año después, septiembre de 2011, compaginará su trabajo en Marca TV, con su nuevo proyecto en La Sexta, presentando el programa deportivo Minuto y Resultado.
En agosto de 2012 ficha por beIN Sport, un canal de televisión deportivo de nueva creación en Estados Unidos con base en Miami. Se trata de un canal participado por el grupo español de comunicación Mediapro y por el grupo catarí Al Jazeera disponible por satélite y cable en Estados Unidos. Junto con la periodista española Ana Cobos presenta un programa centrado en la liga española de fútbol. La versión en español de este canal, con derechos exclusivos de la Liga BBVA y dirigido al público hispano de Estados Unidos, compite con los canales ESPN Deportes y Fox Deportes.

## Televisión, Radio y prensa
- Programas deportivos
  - Tour de Francia 2005
  - Liga de Campeones 2005-2006
  - Vuelta Ciclista a España 2006
  - Campeonato europeo de Balonmano 2006
  - Retransmisiones de MotoGP (años 2007-2010)
  - Programa deportivo diario Tiramillas en Marca TV (del 25 de octubre de 2010 a marzo de 2011)
  - Programa deportivo Marca Motor en Marca TV (del 21 de marzo de 2011...en emisión)

- Programas de TV no deportivos
  - Copresentador de la Gala Fin de Año de TVE (2008-2009)
  - Copresentador de la Galas de elección del representante español para el Festival de Eurovisión (2009)